# Elna Hellman
Elna Pauliina Hellman, född Tuomi 13 juli 1896 i Viborg, död 6 maj 1981 i Tammerfors, var en finländsk skådespelare. Hon var från 1924 gift med musikern Lasse Hellman.
Hellman var dotter till järnvägsarbetaren Robert Sällinen, som avled då Elna var tolv år gammal. Modern Hilda flyttade då med barnen till Tammerfors, där Elna arbetade som skodons- och huvudbonadstillverkare. Hon anslöt sig sedan till teatern och engagerades av Jussi Kari till Tammerfors arbetarteater, där Hellman verkade 1919–1963. Hellman var hos sin publik en uppskattad komiker och operettstjärna samt medverkade 1934–1962 i 23 film- och TV-roller. 1948 tilldelades Hellman Jussistatyetten för bästa kvinnliga biroll samt 1951 Pro Finlandia-medaljen.

## Filmografi[3]
- Siltalan pehtoori, 1934
- Kaikki rakastavat, 1935
- Önskehustrun, 1938
- En mans väg, 1940
- Rantasuon raatajat, 1942
- Tuomari Martta, 1943
- Pikku-Matti maailmalla, 1947
- Laitakaupungin laulu, 1948
- Jussit on jaettu ja juhlittu (som sig själv), 1948
- Laulava sydän, 1948
- Onnen-Pekka, 1948
- Kalle Aaltosen morsian, 1948
- Portvaktsfrun i sitt esse, 1949
- Kaunis Veera eli ballaadi Saimaalta, 1950
- Pitkäjärveläiset, 1951
- Komppanian neropatit, 1952
- Noita palaa elämään, 1952
- Opri, 1954
- Yhteinen vaimomme, 1956
- Asessorin naishuolet, 1958
- Pinsiön parooni, 1962
- Elna ja Eero (TV-serie), 1963
- Eskon häämatka, 1967